# Allesreiniger
Allesreiniger is een schoonmaakmiddel, dat vooral veel water (75%) bevat. Het is bedoeld om de meeste huishoudelijke zaken te kunnen schoonmaken (toilet, keuken, tegelvloer).
Allesreinigers zijn lichtzure (pH 6) tot zwakbasische (pH 8) producten.
De ingrediënten:
- water
- waterontharders
- oplosmiddelen
- ammonia
- geur- en kleurstoffen
- conserveringsmiddelen